# Dactylis Glomerata
Pour les articles homonymes, voir Dactylis glomerata.
Albums de Candlemass
Chapter VI
(1992) From the 13th Sun
(1999)
Dactylis Glomerata est le sixième album studio du groupe de Doom metal suédois Candlemass. L'album est sorti le 17 février 1998 sous le label Music for Nations.
Il s'agit du premier album de Candlemass enregistré avec le vocaliste Björn Flodkvist au sein de la formation. C'est également le seul album du groupe enregistré avec le guitariste Michael Amott.

## Musiciens
- Björn Flodkvist – chant
- Michael Amott – guitare
- Leif Edling – basse
- Carl Westholm – claviers
- Jejo Perkovic – batterie

### Musiciens de session
- Ulf Edelönn: guitare sur le titre I Still See The Black
- Patrik Instedt: guitare sur les titres Dustflow, Abstract Sun et Lidocain God
- Ian Haugland: batterie sur les titres I Still See The Black et Wiz

## Liste des morceaux
1. Wiz – 4:06
2. I Still See the Black – 6:19
3. Dustflow – 9:24
4. Cylinder – 1:23
5. Karthago – 6:38
6. Abstrakt Sun – 6:41
7. Apathy – 4:07
8. Lidocain God – 3:32
9. Molotov – 1:31